# Harold J. Stone
Harold J. Stone, pseudonimo di Harold Hochstein (New York, 3 marzo 1913 – Woodland Hills, 18 novembre 2005), è stato un attore statunitense.

## Biografia
Nato in una famiglia di religione ebraica, fu figlio d'arte. Il padre Jacob Hochstein, come pure suo nonno, furono attori conosciuti nell'ambiente del teatro di lingua yiddish di New York. Fece il suo debutto sul palcoscenico all'età di sei anni, recitando assieme al padre (in onore del quale avrebbe poi aggiunto la J. al suo nome d'arte Stone). Diplomatosi alla high school, studiò poi alla New York University e alla University of Buffalo Medical School, dove conseguì poi il suo bachelor.

### Carriera
Stone iniziò la carriera vera e propria di attore teatrale a Broadway nel 1939, partecipando a cinque produzioni differenti nei successivi sei anni, inclusa la pièce One Touch of Venus. A queste partecipazioni fece seguito il suo debutto cinematografico, al fianco di Alan Ladd, nel film noir La dalia azzurra (1946).
Da allora interpretò piccoli ma memorabili ruoli da comprimario. Sebbene costretto in ruoli secondari, divenne un volto familiare al grande pubblico soprattutto per le sue interpretazioni televisive fra gli anni cinquanta e gli anni ottanta e le partecipazioni come guest star a centocinquanta fra serie televisive e show condotti da celebri colleghi: fra gli altri, Le spie, The Barbara Stanwyck Show, Griff, gli intoccabili, Kojak, Ai confini della realtà, Get Smart, Il virginiano, Mannix, Charlie's Angels.
Nella stagione 1961-1962 apparve tre volte nella serie della ABC Target, prodotta da Stephen McNally. Nel 1963 ottenne la candidatura al Golden Globe per il miglior attore non protagonista per il film Sessualità. Nello stesso anno, assieme a Marsha Hunt recitò nella serie drammatica di ambientazione medica Breaking Point, la cui sceneggiatura di un episodio ebbe una candidatura per l'Emmy Award. Lo stesso Stone fu candidato agli Emmy del 1964 come attore protagonista in un episodio della serie The Nurses.
Negli anni sessanta e negli anni settanta continuò a lavorare in televisione, tornando tuttavia a recitare in teatro in diverse produzioni di Broadway e off-Broadway (tra cui Ernest in Love Charley's Aunt).
Fu sposato due volte: con la prima moglie, Joan, fino alla morte di lei avvenuta nel 1960; con la seconda, Miriam, sposata nello stesso anno e da cui si separò nel 1964. Ebbe tre figli, due dalla prima moglie e uno dalla seconda.

## Filmografia parziale

### Cinema
- Il ladro (The Wrong Man), regia di Alfred Hitchcock (1956)
- Lassù qualcuno mi ama (Somebody Up There Likes Me), regia di Robert Wise (1956)
- Il colosso d'argilla (The Harder They Fall), regia di Mark Robson (1956)
- I diffamatori (Slander), regia di Roy Rowland (1957)
- Sotto la minaccia (Man Afraid), regia di Harry Keller (1957)
- La giungla della settima strada (The Garment Jungle), regia di Vincent Sherman (1957)
- L'evaso di San Quintino (House of Numbers), regia di Russell Rouse (1957)
- Il robot e lo Sputnik (The Invisible Boy), regia di Herman Hoffman (1957)
- Il re della prateria (These Thousand Hills), regia di Richard Fleischer (1959)
- Spartacus, regia di Stanley Kubrick (1960)
- Sessualità (The Chapman Report), regia di George Cukor (1962)
- Il collare di ferro (Showdown), regia di R.G. Springsteen (1963)
- L'uomo dagli occhi a raggi X (X), regia di Roger Corman (1963)
- Pazzo per le donne (Girl Happy), regia di Boris Sagal (1965)
- La più grande storia mai raccontata (The Greatest Story Ever Told), regia di George Stevens (1965)
- Il massacro del giorno di San Valentino (The St. Valentine's Day Massacre), regia di Roger Corman (1967)
- Il ciarlatano (The Big Mouth), regia di Jerry Lewis (1967)
- Scusi, dov'è il fronte? (Which Way to the Front?), regia di Jerry Lewis (1970)
- I 7 minuti che contano (The Seven Minutes), regia di Russ Meyer (1971)
- Uccidete Mister Mitchell (Mitchell), regia di Andrew V. McLaglen (1975)
- Bentornato picchiatello (Hardly Working), regia di Jerry Lewis (1980)

### Televisione
- Alfred Hitchcock presenta (Alfred Hitchcock Presents) – serie TV, episodio 2x31 (1957)
- Wire Service – serie TV, episodio 1x26 (1957)
- Telephone Time – serie TV, episodio 2x27 (1957)
- Have Gun - Will Travel – serie TV, 3 episodi (1957-1961)
- The Restless Gun – serie TV, episodio 1x25 (1958)
- Goodyear Theatre – serie TV, episodio 1x15 (1958)
- Cimarron City – serie TV, episodio 1x09 (1958)
- The Court of Last Resort – serie TV, episodio 1x19 (1958)
- Sugarfoot – serie TV, episodio 2x07 (1958)
- Indirizzo permanente (77 Sunset Strip) – serie TV, 2 episodi (1958-1963)
- The Alaskans – serie TV, episodio 1x17 (1960)
- Hong Kong – serie TV, episodio 1x12 (1960)
- Carovana (Stagecoach West) – serie TV, episodio 1x07 (1960)
- Ricercato vivo o morto (Wanted: Dead or Alive) – serie TV, episodio 3x02 (1960)
- Gli uomini della prateria (Rawhide) – serie TV, 2 episodi  (1960-1963)
- Surfside 6 – serie TV, episodio 1x24 (1961)
- Ai confini della realtà (The Twilight Zone) – serie TV, episodio 3x02 (1961)
- Michael Shayne – serie TV episodio 1x29 (1961)
- Peter Gunn – serie TV, episodio 3x29 (1961)
- The New Breed – serie TV, episodio 1x05 (1961)
- Corruptors (Target: The Corruptors) – serie TV, episodi 1x11-1x17-1x30 (1961-1962)
- I detectives (The Detectives) – serie TV, episodi 3x24-3x25 (1962)
- Sotto accusa (Arrest and Trial) – serie TV, episodio 1x03 (1963)
- The Greatest Show on Earth – serie TV, episodio 1x05 (1963)
- Going My Way – serie TV, episodio 1x28 (1963)
- The Travels of Jaimie McPheeters – serie TV, episodio 1x25 (1964)
- The Nurses – serie TV, episodio 2x21 (1964)
- Mr. Novak – serie TV, episodio 2x17 (1965)
- I giorni di Bryan (Run for Your Life) – serie TV, episodio 1x08 (1965)
- Il virginiano (The Virginian) – serie TV, 5 episodi (1965-1970)
- La grande vallata (The Big Valley) – serie TV, episodio 1x19 (1966)
- Get Smart – serie TV, 2 episodi (1966)
- A Man Called Shenandoah – serie TV, episodio 1x30 (1966)
- Iron Horse – serie TV, episodio 2x10 (1967)
- Squadra speciale anticrimine (The Felony Squad) – serie TV, episodi 2x13-2x14 (1967)
- Il fantastico mondo di Mr. Monroe (My World and Welcome to It) – serie TV, 18 episodi (1969-1970)
- Tre cuori in affitto (Three's Company) – serie TV,  episodio 4x10 (1979)
- Charlie's Angels – serie TV, 2 episodi (1977-1981)
- Autostop per il cielo (Highway to Heaven) – serie TV, episodio 2x14 (1986)

## Doppiatori italiani
- Renato Turi in La giungla della settima strada, Il massacro del giorno di San Valentino, Il ciarlatano
- Mario Pisu in Il ladro
- Carlo Romano in Lassù qualcuno mi ama
- Giorgio Capecchi in Il colosso d'argilla
- Gualtiero De Angelis in Spartacus
- Luigi Pavese in Pazzo per le donne
- Bruno Persa in La più grande storia mai raccontata